# Звёздный флот
Звёздный флот (англ. Starfleet) — вымышленная организация из научно-фантастической вселенной «Звёздного пути». В этой вымышленной вселенной Звёздный флот представляет собой космические силы в униформе, поддерживаемые Объединенной федерацией планет («Федерация») в качестве основного средства для проведения исследования дальнего космоса, обороны, поддержания мира, и дипломатии (хотя Звёздный флот предшествует Федерации, поскольку изначально был земной организацией, как показано в телесериале «Звёздный путь: Энтерпрайз»). Большинство членов Звёздного Флота — люди, и его штаб-квартира находится на Земле, но представлены сотни других видов. Большинство главных героев франшизы — офицеры Звёздного флота.

## История
По легенде сериала «Звёздный путь: Энтерпрайз» (эпизод «Первый полёт», англ. First Flight) фактическим предшественником и прототипом Звёздного флота была одноимённая государственная организация Земли, существовавшая как минимум за 18 лет до создания Объединённой федерации планет.
С момента первого полёта Зефрама Кохрейна на варп-скорости Земля развернула несколько колоний в ближайших звёздных системах и наладила торговые связи с уже известными на то время расами (в частности вулканцами и денабуланцами). Этими вопросами занимался земной Звёздный флот. Он же продолжал исследования в области полётов с варп-скоростями.
Именно земной Звёздный флот приложил усилия для создания в 2151 году первого земного звездолёта с крейсерской скоростью варп-пять (первыми такими кораблями Земли стали «Энтерпрайз NX-01» и введённая в строй следом за ним «SS Колумбия».).
Во время Ромуланской войны в 2156—2160 годов возросла военная функция Звёздного флота. Но уже до этого, в войне против зинди в 2153—2154, на судах Звёздного флота базировались подразделения Военной команды нападения.
С образованием Объединённой Федерации планет в 2161 году на основе земного Звёздного флота был создан собственно Звёздный флот — федеративный Звёздный флот — объединивший в своём составе военные силы и исследовательские подразделения, в которых работали и служили, в том числе, и представители многих других цивилизаций (то есть миров, не входивших в состав Объединённой Федерации планет).
Развитие в Объединённой Федерации планет варп-технологий привело к массовому строительству космических станций и колонизации планет, а также вступлению в Объединённую Федерацию планет многих новых миров-членов. В частности, в течение первых 200 лет своего существования в Объединённой Федерации планет появилось множество звёздных баз и портов.

## Миссия
Вести научные исследования и выполнять дипломатические задания, транспортировать граждан между планетами, отвечать на сигналы бедствия, проводить колонизацию планет и защищать Объединённую Федерацию планет от внешних угроз. После первого контакта с вражеской расой Борг началось развитие военной отрасли (был построен первый боевой звездолет — Дефайнт). Начало Доминионской войны (DS9) спровоцировало дальнейшую милитаризацию Звездного Флота.

## Организационная структура
Старшие офицеры выполняют руководящие функции и назначаются, соответственно, на командные должности (только старший офицер может быть, в частности, (в зависимости от профиля специальной подготовки) главным врачом, главным инженером или главным пилотом, и тем более капитаном корабля или комендантом звёздной базы).
Мичманы назначаются на требующие специальной профессиональной подготовки должности (врачи, инженеры, канониры, пилоты, штурманы и т. д.) кроме командных.
Офицеры, проходящие службу в Звёздном флоте на постоянной основе, прошли четырёхлетнее обучение в Академии Звёздного флота (Сан-Франциско на Земле).
Должности и звания в Звёздном флоте в целом повторяют британскую табель о рангах (характерна для организации современных ВМС США и Королевского Флота Великобритании).
Организационно Звёздный флот состоит из нескольких структур. В него входят:

### Академия Звёздного флота
Уже в сериале «Звездный путь: Оригинальный сериал» персонажи ссылаются на посещение Академии Звёздного Флота. Более поздние сериалы определяют его как учебное заведение для офицеров с четырёхлетней образовательной программой. Главный кампус расположен недалеко от штаб-квартиры Звёздного Флота в том, что сейчас называется Форт-Бейкер, Калифорния.

### Командование Звёздного флота

«Эмблема командования Звёздного флота»

Командование Звёздного Флота — штаб-квартира/командный центр Звёздного Флота. Термин «Командование Звёздного Флота» впервые используется в сериале «Звёздный путь: Следующее поколение» в серии «Военный трибунал». Его штаб-квартира, в фильмах «Звёздный путь: Кинофильм» и «Звёздный путь 4: Дорога домой», изображена в Форт-Бейкере, через мост Золотые Ворота от Сан-Франциско. Постоянное место с видом на командование с другой стороны Золотых ворот. Совет Объединённой федерации планет расположен в месте, которое сейчас является парком Президио в Сан-Франциско. На протяжении всей франшизы «Звёздный путь» изоляция главных героев от командования Звёздного флота вынуждает их принимать решения и действовать в соответствии с ними без приказов или информации командования Звёздного флота, особенно в Вояджер, когда главные герои не могут связаться с Землёй в течение нескольких лет.

### Верфи Звёздного флота
StarTrek.com отмечает, что многие корабли Звёздного Флота построены на острове Маре недалеко от Сан-Франциско. Здесь утверждается:
Расположенная на острове Маре в Сан-Франциско, с дополнительными сборочными цехами звездолётов, расположенными на околоземной орбите, военно-морские верфи Звёздного флота в Сан-Франциско — это место, где в 2245 году был построен военный корабль США «Энтерпрайз» NCC-1701. Капитан Роберт Эйприл, первый командир «Энтерпрайза», присутствовал на Военно-морские верфи Сан-Франциско, когда основные компоненты корабля были построены и подготовлены к сборке в орбитальном сухом доке Звёздного флота (эпизод «Инцидент против часов»).
Утверждается, что Enterprise-D и USS Voyager были построены на верфи «Utopia Planitia» на орбите Марса. «Utopia Planitia» служила главной верфью на протяжении большей части существования Звёздного флота. После того, как «Энтерпрайз-D» столкнулся с боргами в эпизоде "Q Who", размер верфей «Utopia Planitia» был удвоен из-за страха перед нападением боргов. Их снова удвоили после того, как стала более очевидной угроза Доминиона. Разрушительная атака на эти верфи — главный сюжетный момент в «Звёздный путь: Пикард».
В фильме 2009 года «Энтерпрайз» показан строящимся недалеко от дома Джеймса Т. Кирка в Айове. В продолжении 2013 года в фильме «Стартрек: Возмездие» Монтгомери «Скотти» Скотт обнаруживает секретный объект Звёздного флота недалеко от Юпитера, на котором построен гораздо более крупный военный корабль Федерации, USS Vengeance.

### Инженерный корпус Звёздного Флота
Инженерный корпус Звёздного флота упоминается в нескольких эпизодах в связи с такими проектами, как выемка подземного лабораторного комплекса внутри астероида Регула I в фильме «Звёздный путь 2: Гнев Хана», проектирование Йеллоустонского -класса Runabout в альтернативной временной шкале в сериале «Звёздный путь: Вояджер» в серии «Непоследовательность» и разработке защиты от поглощающего энергию оружия Брина в сериале «Звёздный путь: Глубокий космос 9», в серии «Когда идет дождь…» В результате благодаря этим успехам инженеры Звёздного Флота приобрели репутацию бесспорных мастеров технологической адаптации и модификации. Как отмечает один миньон Доминиона в серии «Скалы и отмели» сериала «Звездный путь: Глубокий космос 9», инженеры Звёздного флота, как известно, способны «превращать камни в репликаторы».
Кроме того, Pocket Books опубликовала серию электронных книг и романов из серии «Инженерный корпус Звёздного Флота».

### Аналитическое подразделение Звёздного флота

#### Разведка Звёздного флота
Разведка Звёздного флота — разведывательное агентство Объединённой федерации планет. На него возложена внешняя и внутренняя разведка, контрразведка и обеспечение государственной безопасности.

### Медицинский корпус Звёздного флота
Гейтс Макфадден, сыгравшая доктора Беверли Крашер, покинула сериал «Звёздный путь: Следующее поколение» во втором сезоне. Персонаж описывается в этом сезоне и после её возвращения как назначенный в Медицинский центр Звёздного Флота.

### Генеральный судья-адвокат Звёздного флота
Главный судья-адвокат Звёздного флота (или JAG) — это подразделение, отвечающее за надзор за юридическими вопросами в Звёздном флоте. Несколько эпизодов вращаются вокруг офицеров и процедур JAG или связаны с ними:
- Капитан Джеймс Т. Кирк — ответчик в эпизоде «Трибунал» сериала «Звёздный путь: Оригинальный сериал».
- Дейта участвует в слушаниях JAG, чтобы определить, является ли он собственностью Звёздного Флота в эпизоде «The Measure of a Man» сериала «Звёздный путь: Следующее поколение».
- Проводится слушание, чтобы решить, следует ли экстрадировать Ворфа клингонам в эпизоде "Правила участия" сериала «Звёздный путь: Глубокий космос 9».
- В серии «Доктор Башир, я полагаю?» Контр-адмирал JAG принимает меры к заключению Ричарда Башира в тюрьму и сохранению его сына Джулиана Башира в составе Звёздного флота в качестве наказания за незаконные генетические улучшения, данные Джулиану в детстве.

Диалог в «Военном трибунале» показывает, что военный трибунал может быть созван в отсутствие каких-либо офицеров JAG тремя председательствующими офицерами командного уровня. Кроме того, диалог в «Мере человека» указывает на то, что потеря космического корабля автоматически приводит к военному трибуналу JAG. Военные трибуналы были проведены после потери USS Pegasus и USS Stargazer. В эпизоде "Вояджера" «Параллакс» Тувок заявляет, что капитан имеет право провести военный трибунал на корабле, учитывая обстоятельства, что корабль изолирован от Федерации.

### Главный инспектор Звёздного флота
Звёздный флот участвовал в Пандорской войне вместе с Лоррейн Ламберт.

## Служащие Звёздного флота
Хотя в Звёздном флоте проходят службу не только граждане Федерации, но они, несомненно, преобладают (в частности много в Звёздном флоте Землян и вулканцев, бетазоидов, триллов, андорианцев), а из числа иностранных граждан также есть болианцы, клингоны, баджорцы и др. (Ворф имеет двойное гражданство — Федерации и Клингонской Империи.) В одной из параллельных реальностей в рядах Звёздного флота служат также кардассианцы. Ног — первый ференги, служащий в Звёздном флоте.
Скорее всего, Звёздный флот не предъявляет жёстких требований к гражданству: в рядах Звёздного флота были замечены (напомним) представители рас, не входящих в состав Объединённой Федерации планет (баджорцы и, даже, ференги и др.). (Представителям этих рас для поступления на службу в Звёздный флот необходимо иметь рекомендации от действующих офицера Звёздного флота.)

### Различные виды в Звездном Флоте
Хотя люди являются наиболее часто видимыми членами экипажа на экране, показано, что Звёздный флот состоит из представителей более 150 видов, причем вулканцы, возможно, являются наиболее распространенными инопланетянами.
Уже в TOS USS Enterprise и другие корабли имеют смешанный экипаж, хотя это не кажется абсолютным правилом; например, в эпизоде "Синдром иммунитета" USS Intrepid упоминается как экипаж, состоящий исключительно из вулканцев. В сериале «Звёздный путь: Глубокий космос 9», в серии «Возьми меня в гололюкс» также есть такая команда, служащая на борту авианосца «Т’Кумбра».
В соответствии с этой идеей, в сериале «Звёздный путь: Энтерпрайз» в первые два сезона был единственным сериалом, в котором была полностью человеческая команда, поскольку действие происходило до образования Федерации, хотя на корабле действительно находился Флокс, денобуланец, служивший по программе медицинского обмена, и Т’Пол, которая в то время работала наблюдателем от Верховного командования Вулкана.
В сериале «Звёздный путь: Следующее поколение» представлен первый клингонский офицер Звёздного Флота. Другие расы, такие как болианцы, бетазоиды и триллы, были замечены и получили центральные роли в более поздних сериях; некоторые из них, особенно клингоны, показывались как враги в более ранних эпизодах.
Различные эпизоды показывают, что гражданство Земли/Федерации не является необходимым предварительным условием для вступления в Звёздный Флот. Показано, что Т’Пол с Вулкана является первым офицером Звёздного флота, не являющимся человеком, получившим назначение в качестве командира после миссии Зинди и её отставки из Вулканского верховного командования. Даже после образования Федерации гражданство не требовалось; несколько офицеров с планет, не входящих в Федерацию. Например, в сериале «Звёздный путь: Следующее поколение» Ро Ларен, баджорка на борту звездолёта «Энтерпрайз-D»; её коллега-баджорка Кира Нерис, которая была назначена командиром Звёздного Флота, чтобы помочь кардассианскому сопротивлению во время войны Доминиона; и ференги Ног, который поступает в Академию Звёздного Флота в четвёртом сезоне «Глубокого космоса 9»; все были с планет, не являющихся членами. Кроме того, Куинн и Ичеб из «Звёздного пути: Вояджер» говорили о присоединении к Звёздному флоту.
Приводится пример воображаемого сценаристами процесса, когда персонаж Ног пытается подать заявление в Академию. Ему говорят, что, поскольку он из мира, не являющегося членом (Ференгинара), ему требуется рекомендательное письмо от офицера командного уровня, прежде чем его заявление может быть рассмотрено. Подразумевая, что это стандартная процедура для всех, не входящих в Федерацию претендентов в Звёздный Флот.
В расширенной вселенной «Звездного пути» пример того, что обычно становится с вооруженными силами нового мира-члена Федерации, изображен, когда баджорское ополчение интегрируется в Звёздный флот после вступления Баджора в Федерацию.

## Другие значения
Термин «Звёздный флот» (англ. Starfleet) повсеместно употребляется в большинстве научно-фантастических вселенных, где ему чаще всего придаётся значение организации, занимающейся государственной космической деятельностью или управляющей государственным флотом (чаще всего Земли).

## Известные корабли звёздного флота
- Энтерпрайз NX-01
- Энтерпрайз NCC-1701
- Энтерпрайз NCC-1701-A
- Энтерпрайз NCC-1701-D
- Энтерпрайз NCC-1701-E
- Вояджер NCC-74656
- Глубокий космос 9
- Дефайнт NX-7420